# Gałówka
Gałówka (ukr. Галівка [Halivka]) – wieś w rejonie samborskim (wcześniej w rejonie starosamborskim) obwodu lwowskiego Ukrainy. Wieś liczy około 97 mieszkańców. Leży nad potokiem Mszaniec. 

## Historia
W 1933 r. Wołodymyr Kobilnyk przeprowadził wykopaliska archeologiczne w pobliżu jaskiń Komarnickich (wieś Oriv, rejon skoliwski), gdzie odnaleziono skrobaczkę krzemienną z okresu mezolitu. Z tego samego okresu pochodzi kamienny topór ze wsi. Halówka, która znajduje się w dolinie Dniestru, a tę samą siekierę znaleziono przypadkowo we wsi Zubritsy – dolina Stryi.
W 1921 liczyła około 539 mieszkańców. Znajdowała się w powiecie starosamborskim.
W 2023 roku wieś dołączyła do sieci szlaków historyczno-turystycznych „BojkoMandry”, która powstaje przy wsparciu Ukraińskiej Fundacji Kulturalnej i Striłkowskiej Wspólnoty Terytorialnej.

## Kościół św. Michała Archanioła
Cerkiew greckokatolicka. Został zbudowany w 1866 roku przez nieznanego mistrza. Tę trzykondygnacyjną budowlę zwieńczono trzema lekkimi ośmiokątami, przykrytymi ośmiobocznymi łaźniami z jedną fałdą, zwieńczonymi dużymi, ślepymi latarniami z koronami. Spłonął w latach 80.
W dniu 10 lipca 2011 roku we wsi otwarto Cerkiew Zesłania Ducha Świętego.

## Muzeum Iwana Platka
Minimuzeum etnograficzne mieści się w prywatnej posiadłości Iwana Platki, artysty, ekologa, konesera starożytności.
Iwanowi Platko udało się zgromadzić bardzo ciekawą i już pokaźną kolekcję różnorodnych rzeczy, ubrań i artykułów gospodarstwa domowego, które kiedyś były używane przez naszych przodków. Podczas wycieczki zwiedzający byli ciekawi, dlaczego i w jaki sposób określone rzeczy są wykorzystywane w życiu codziennym.
Wśród eksponatów znajdują się także hełmy i noże wojskowe z czasów II wojny światowej, które sam pan Iwan odnalazł w lasach wokół wsi, mimo że w tych okolicach przechodził front i toczyły się zacięte walki.
Historia tego regionu jest ciekawa, gdyż to właśnie tymi ziemiami maszerował po majątkach polskich Iwan Dowbusz ze swoimi oddziałami opriczników. Na tutejszych terenach do dziś zachowało się wiele zabytków charakterystycznych dla hucułów – gwizdki, krzyże, różne pamiątki, gdyż przez te tereny przebiegał szlak handlowy.
Kiedy muzeum powstało, ludzie zdali sobie sprawę, że pan Iwan kolekcjonuje zabytki i po prostu dał mu to, co miał. W ten sposób z czasem ekspozycja została uzupełniona ciekawymi artefaktami historycznymi. Jak mówi sam właściciel, muzeum dedykowane jest ludziom, którzy umieli robić różne rzeczy własnymi rękami, nie byli leniwi i nie pili.

## Znani mieszkańcy
Makar Iwan Iwanowicz (ur. 1957) to ukraińska działaczka publiczna i polityczna, prawnik.